# Lawrence Peyton
Lawrence Peyton (Hartford, 27 januari 1895 – Frankrijk, 10 oktober 1918) was een Amerikaanse acteur uit het tijdperk van de stomme film. Hij is wellicht het bekendst voor zijn bijrol als Gaspard in Joan the Woman van Cecil B. Demille uit 1916.

## Biografie
Payton werd geboren op 27 januari 1895 in Hartford (Kentucky). In 1913 speelde hij op 18-jarige leeftijd zijn eerste rol in de western kortfilm The Range Deadline. Hij speelde daarna nog in tal van andere stomme films, zowel komedies, drama's als westerns.
Tijdens de Eerste Wereldoorlog diende hij als soldaat in het Amerikaans leger. Hij sneuvelde in Frankrijk op 10 oktober 1918 en werd begraven op het Oise-Aisne American Cemetery and Memorial, een militair kerkhof in het noorden van Frankrijk.